# Erik Asplund
Erik Asplund, född 9 oktober 1888 i Jäder, död 30 juli 1974 i Stockholm,  var en svensk botanist, filosofie doktor och docent i Uppsala 1920-1927. Han var bror till författaren och konsthistorikern Karl Asplund.
Asplund var verksam vid Naturhistoriska riksmuseets botaniska avdelning 1926-1953. Han har skrivit ett antal vetenskapliga arbeten, varav de flesta berör ämnen inom blommorfologi, floristik, och embryologi. År 1937 utgav Asplund Stockholmstraktens växter tillsammans med Erik Almquist. 
Auktorsnamnet Aspl. kan användas för Erik Asplund i samband med ett vetenskapligt namn inom botaniken; se Wikipediaartiklar som länkar till auktorsnamnet.